# Мексика на летних Олимпийских играх 1996
Мексика принимала участие в Летних Олимпийских играх 1996 года в Атланте (США) в восемнадцатый раз за свою историю, и завоевала одну бронзовую медаль. Сборная страны состояла из 97 спортсменов (70 мужчин, 27 женщин).

## Бронза
- Лёгкая атлетика, мужчины, 20 км, ходьба — Бернардо Сегура.

## Результаты соревнований

### Водные виды спорта

#### Прыжки в воду
По итогам предварительных 6 прыжков в полуфинал проходило 18 спортсменов. Далее прыгуны выполняли по 5 прыжков из обязательной программы, результаты которых суммировались с результатами предварительных прыжков. По общей сумме баллов определялись финалисты соревнований. Финальный раунд, состоящий из 6 прыжков, спортсмены начинали с результатом, полученным в полуфинале.
Мужчины
| Соревнование      | Спортсмены      | Предварительный раунд | Предварительный раунд | Полуфинал            | Полуфинал            | Сумма                | Сумма                | Финал                | Финал                | Итог                 | Итог                 |
| Соревнование      | Спортсмены      | Результат             | Место                 | Результат            | Место                | Результат            | Место                | Результат            | Место                | Результат            | Место                |
| ----------------- | --------------- | --------------------- | --------------------- | -------------------- | -------------------- | -------------------- | -------------------- | -------------------- | -------------------- | -------------------- | -------------------- |
| трамплин, 3 метра | Фернандо Платас | 382,83                | 8 Q                   | 217,62               | 8                    | 600,45               | 8 Q                  | 402,36               | 7                    | 619,98               | 8                    |
| трамплин, 3 метра | Хоэль Родригес  | 296,91                | 30                    | Завершил выступление | Завершил выступление | Завершил выступление | Завершил выступление | Завершил выступление | Завершил выступление | Завершил выступление | Завершил выступление |